# Lyprauta genualis
Lyprauta genualis är en tvåvingeart som först beskrevs av Oskar Augustus Johannsen 1910.  Lyprauta genualis ingår i släktet Lyprauta och familjen platthornsmyggor. Inga underarter finns listade i Catalogue of Life.